# Сен-Бревен-ле-Пен (кантон)
Сен-Бревен-ле-Пен (фр. Saint-Brevin-les-Pins) — кантон во Франции, находится в регионе Пеи-де-ла-Луар, департамент Атлантическая Луара. Находится на территории двух округов: три коммуны входят в состав округа Нант, шесть — в состав округа Сен-Назер.

## История
Кантон образован в результате реформы 2015 года. В его состав вошли коммуны упраздненных кантонов Ле-Пельрен, Пэмбёф и Сен-Пер-ан-Ре.

## Состав кантона с 22 марта 2015 года
В состав кантона входят коммуны (население по данным Национального института статистики за 2019 г.):
- Корсет (2 640 чел.)
- Ла-Монтань (6 290 чел.)
- Ле-Пельрен (5 200 чел.)
- Пэмбёф (3 023 чел.)
- Сен-Бревен-ле-Пен (14 287 чел.)
- Сен-Вьо (2 631 чел.)
- Сен-Жан-де-Буазо (5 987 чел.)
- Сен-Пер-ан-Ре (4 576 чел.)
- Фросе (3 216 чел.)

## Политика
На президентских выборах 2022 г. жители кантона отдали в 1-м туре Эмманюэлю Макрону 29,9 % голосов против 22,6 % у Жана-Люка Меланшона и 20,8 % у Марин Ле Пен; во 2-м туре в кантоне победил Макрон, получивший 62,9 % голосов. (2017 год. 1 тур: Эмманюэль Макрон – 25,1 %, Жан-Люк Меланшон – 23,5 %, Марин Ле Пен – 17,2 %, Франсуа Фийон – 16,5 %; 2 тур: Макрон – 71,6 %. 2012 год. 1 тур: Франсуа Олланд — 30,9 %, Николя Саркози — 23,8 %, Марин Ле Пен — 14,5 %; 2 тур: Олланд — 58,0 %).
С 2021 года кантон в Совете департамента Атлантическая Луара представляют вице-мэр коммуны Сен-Бревен-ле-Пен Тьерри Девиль (Thierry Deville) и вице-мэр коммуны Ле-Пельрен Мари-Кристин Кюродо (Marie-Christine Curaudeau) (оба — Разные правые).
|                | Кандидаты                         | Партия        | Первый тур | Первый тур     | Второй тур | Второй тур |
| Кол-во голосов | Кандидаты                         | Партия        | % голосов  | Кол-во голосов | % голосов  |            |
| -------------- | --------------------------------- | ------------- | ---------- | -------------- | ---------- | ---------- |
|                | Тьерри Девиль Мари-Кристин Кюродо | Разные правые | 5 062      | 53,31          | 5 363      | 53,23      |
|                | Ксавье Арно Фарида Меллаль-Тебиб  | Разные левые  | 4 434      | 46,69          | 4 712      | 46,77      |

|                | Кандидаты                      | Партия             | Первый тур | Первый тур     | Второй тур | Второй тур |
| Кол-во голосов | Кандидаты                      | Партия             | % голосов  | Кол-во голосов | % голосов  |            |
| -------------- | ------------------------------ | ------------------ | ---------- | -------------- | ---------- | ---------- |
|                | Мари-Кристин Кюродо Янник Ори  | Правый блок        | 6 400      | 39,63          | 8 487      | 57,11      |
|                | Шанталь Ледюк-Бушо Паскаль Пра | Левый блок         | 4 070      | 25,20          | 6 375      | 42,89      |
|                | Маргерит Люсо Бернар Морен     | Национальный фронт | 2 907      | 18,00          |            |            |
|                | Лилиан Вайян Пьер Э            | Разные левые       | 2 048      | 12,68          |            |            |
|                | Дидье Брук Жеральдин Демонсо   | Левый фронт        | 724        | 4,48           |            |            |